# Aventuriers des étoiles
Aventuriers des étoiles est un ouvrage paru pour la première fois en 2004 aux éditions Mnémos, collection Icares n°50, réunissant deux romans écrits par l'écrivain français Roland C. Wagner. Il a été réédité en novembre 2014 aux éditions Indés de l'imaginaire, dans la collection Hélios n°18. 
La cohérence de l'ouvrage est assurée par le fait que les deux parties de l'ouvrage sont un space opera avec le même vaisseau spatial (le Shayol) et par la présence, dans les deux romans, du baroudeur galactique prénommé Lit de Roses et de la créature appelée Djugnalâmm.

## Première partie:Les Psychopompes de Klash
Le roman Les Psychopompes de Klash, qui correspond à la première partie de Aventuriers des étoiles, avait été publié en 1990 sous le pseudonyme de Red Deff.

## Seconde partie:Par la noirceur des étoiles brisées
- Date de parution : Courant 1999, publication en plusieurs épisodes dans la revue Bifrost.
- Principaux personnages :
  - Lit de Roses : capitaine du vaisseau Shayol, baroudeur galactique, il a la particularité d'être « hyperstochastique »[1].
  - Djugnalâmm : créature bleue domestique, câline et dotée de capacités empathiques ; elle se nourrit de métal[2].
  - Sheïff
  - L'Automate
  - Yoni-Yo
  - F'firzi
  - Le Roi Pourpre de la planète Fripp
- Résumé : L'action du roman débute quelques semaines après la fin du roman Les Psychopompes de Klash. Le capitaine Lit de Roses regagne l'espace, accompagné du Djugnalâmm.

- Lien externe : « Fiche concernant les publications de Par la noirceur des étoiles brisées » sur le site NooSFere
- Remarque : L'auteur réitère ses conceptions sur l'existence d'une psychosphère entourant les membres d'une même planète dont les habitants ont atteint une certaine intelligence.